# Rendiconti Lincei
I Rendiconti Lincei sono una rivista scientifica italiana dell'Accademia Nazionale dei Lincei. Il titolo appare nel 1990, come primo numero della serie IX degli Atti della Accademia Nazionale dei Lincei. Classe di Scienze Fisiche, Matematiche e Naturali. I Rendiconti Lincei sono la prosecuzione della serie VIII (1946-1989) degli Atti della Accademia Nazionale dei Lincei. Classe di Scienze Fisiche, Matematiche e Naturali. Rendiconti, che a loro volta erano la continuazione dei Transunti.
I Rendiconti Lincei si articolano in due riviste scientifiche distinte e parallele:
- Rendiconti Lincei. Matematica e Applicazioni. ISSN 1120-6330
- Rendiconti Lincei. Scienze Fisiche e Naturali. ISSN 1120-6349 (1990-2009) / ISSN 2037-4631 print (dal 2010) / ISSN 1720-0776 electronic

## Rendiconti Lincei. Matematica e Applicazioni
I Rendiconti Lincei. Matematica e Applicazioni sono stati pubblicati direttamente dall'Accademia Nazionale dei Lincei in qualità di casa editrice dal 1990 (vol. I) al 2005 (vol. XVI) in  16 volumi annuali costituiti da 4 fascicoli trimestrali. Dal 2006 (vol. XVII) sono editi dall' European Mathematical Society.
Direttori della rivista Rendiconti Lincei. Matematica e Applicazioni:
- Gaetano Fichera 1990-1996
- Edoardo Vesentini 1996-1998
- Corrado De Concini 1998-2004
- Antonio Ambrosetti 2004-2013
- Carlo Sbordone 2014-....

## Rendiconti Lincei. Scienze Fisiche e Naturali
I Rendiconti Lincei. Scienze Fisiche e Naturali sono stati pubblicati direttamente dall'Accademia Nazionale dei Lincei in qualità di casa editrice dal 1990 (vol. I) al 2007 (vol. XVIII) in 18 volumi annuali costituiti da 4 fascicoli trimestrali. Dal 2008 (vol. 19) sono editi da Springer-Verlag Italia.
Direttori della rivista Rendiconti Lincei. Scienze fisiche e naturali:
- Ernesto Capanna 1990-2002
- Alessandro Pignatti 2002-2011
- Francesco Paolo Sassi 2011-2015
- Vincenzo Aquilanti 2016-....

## Rendiconti Lincei. Supplemento
Ai Rendiconti Lincei. Matematica e Applicazioni e ai Rendiconti Lincei. Scienze Fisiche e Naturali si affianca:
- Rendiconti Lincei. Supplemento. ISSN 1121-3094

I Rendiconti Lincei. Supplemento è un volume annuale, dedicato alla vita accademica: in esso sono inseriti i resoconti delle adunanze della Classe di Scienze Fisiche, Matematiche e Naturali dell'Accademia, le commemorazioni di Soci, le conferenze, le opere pervenute in dono alla Biblioteca dell'Accademia, le presentazioni di libri, le eventuali rassegne di studi riguardanti le diverse discipline.

## Storia degliAtti dell'Accademia Nazionale dei Lincei
La tradizionale suddivisione in serie (dalla I all'attuale IX) degli Atti dell'Accademia Nazionale dei Lincei riflette le vicende storiche dell'Accademia Nazionale dei Lincei:
- Serie I (1847-1870): raccoglie gli Atti dell'Accademia Pontificia dei Nuovi Lincei, costituita nel 1847 per iniziativa del Papa Pio IX.
- Serie II (1870-1876): corrisponde all'attività della Reale Accademia dei Lincei dopo la scissione dalla Accademia Pontificia dei Nuovi Lincei (attuale Pontificia Accademia delle Scienze)  e l'adesione al Regno d'Italia del 2 ottobre 1870. Comprende i seguenti titoli: 
  - Transunti e Memorie delle due Classi;
  - Transunti e Bollettino bibliografico;
  - Memorie della Classe di Scienze Fisiche, Matematiche  e Naturali;
  - Memorie della Classe di Scienze Morali, Storiche e Filologiche.
- Serie III (1876-1884): corrisponde all'attività dell'Accademia dopo la riforma dello Statuto nel 1875 e comprende: 
  - Transunti, dal vol. I (1876-77) al vol. VIII (1883-84);
  - Memorie della Classe di Scienze Fisiche, Matematiche  e Naturali;
  - Memorie della Classe di Scienze Morali, Storiche e Filologiche e Notizie degli Scavi di Antichità.
- Serie IV (1884-1892): corrisponde all'attività dell'Accademia dopo la seconda riforma dello Statuto nel 1883, caratterizzata dalla comparsa del titolo Rendiconti e comprende: 
  - Rendiconti della Classe di Scienze Fisiche e della Classe di Scienze Morali;
  - Memorie della Classe di Scienze Fisiche, Matematiche  e Naturali;
  - Memorie della Classe di Scienze Morali e Notizie degli Scavi di Antichità.
- Serie V (1892-1924): caratterizzata dal definitivo sdoppiamento delle pubblicazioni afferenti alle due Classi, comprende:
  - Rendiconti della Classe di Scienze Fisiche, Matematiche e Naturali;
  - Rendiconti della Classe di Scienze Morali, Storiche e Filologiche;
  - Memorie della Classe di Scienze Fisiche, Matematiche e Naturali;
  - Memorie della Classe di Scienze Morali, Storiche e Filologiche;
  - Notizie degli Scavi di Antichità (autonoma dal 1904);
  - Rendiconti delle Adunanze solenni (dal 1892).
- Serie VI (1925-1939): comprende gli stessi titoli della serie V e, storicamente, coincide con la presidenza di Vito Volterra (1923-1926) e la riforma statutaria del 1925, col periodo fascista e la soppressione della Reale Accademia dei Lincei nel 1939.
- Serie VII (1940-1944): pubblicata dall'Accademia d'Italia, continua i titoli della serie VI, tranne i Rendiconti delle Adunanze solenni, che subiscono un'interruzione dal 1940 al 1944.
- Serie VIII (1946-1989): corrisponde alla ricostituzione dell'Accademia dei Lincei nel 1946 dopo la fine della seconda guerra mondiale (con la denominazione di Accademia Nazionale dei Lincei), la fine del regime fascista e la soppressione dell'Accademia d'Italia. Comprende:
  - Rendiconti della Classe di Scienze Fisiche, Matematiche e Naturali;
  - Rendiconti della Classe di Scienze Morali, Storiche e Filologiche;
  - Memorie della Classe di Scienze Fisiche, Matematiche e Naturali;
  - Memorie della Classe di Scienze Morali, Storiche e Filologiche;
  - Notizie degli Scavi di Antichità;
  - Rendiconti delle Adunanze solenni.
- Serie IX (1990 -…): caratterizzata dallo sdoppiamento dei Rendiconti e delle Memorie della Classe di Scienze Fisiche, Matematiche e Naturali. Questa innovazione fu promossa dal Presidente dell'Accademia Edoardo Amaldi, cui la serie IX dei Rendiconti Lincei fu dedicata a seguito della sua improvvisa scomparsa, avvenuta in Accademia, nel pieno di una giornata di intenso lavoro, il 5 dicembre 1989. La serie IX comprende:
  - Rendiconti Lincei. Matematica e Applicazioni. ISSN 1120-6330
  - Rendiconti Lincei. Scienze Fisiche e Naturali. ISSN 1120-6349 (1990-2009) / ISSN 2037-4631 print (dal 2010) / ISSN 1720-0776 electronic
  - Rendiconti Lincei. Supplemento. ISSN 1121-3094
  - Memorie Lincee. Matematica e Applicazioni (fino al 1995). ISSN 1120-6357
  - Memorie Lincee. Scienze Fisiche e Naturali (fino al 1995). ISSN 1120-6365
  - Rendiconti della Classe di Scienze Morali, Storiche e Filologiche. ISSN 0391-8181
  - Memorie della Classe di Scienze Morali, Storiche e Filologiche. ISSN 0391-8149
  - Notizie degli Scavi di Antichità. ISSN 0391-8157
  - Rendiconti delle Adunanze solenni. ISSN 0391-8076